# Saab 21R

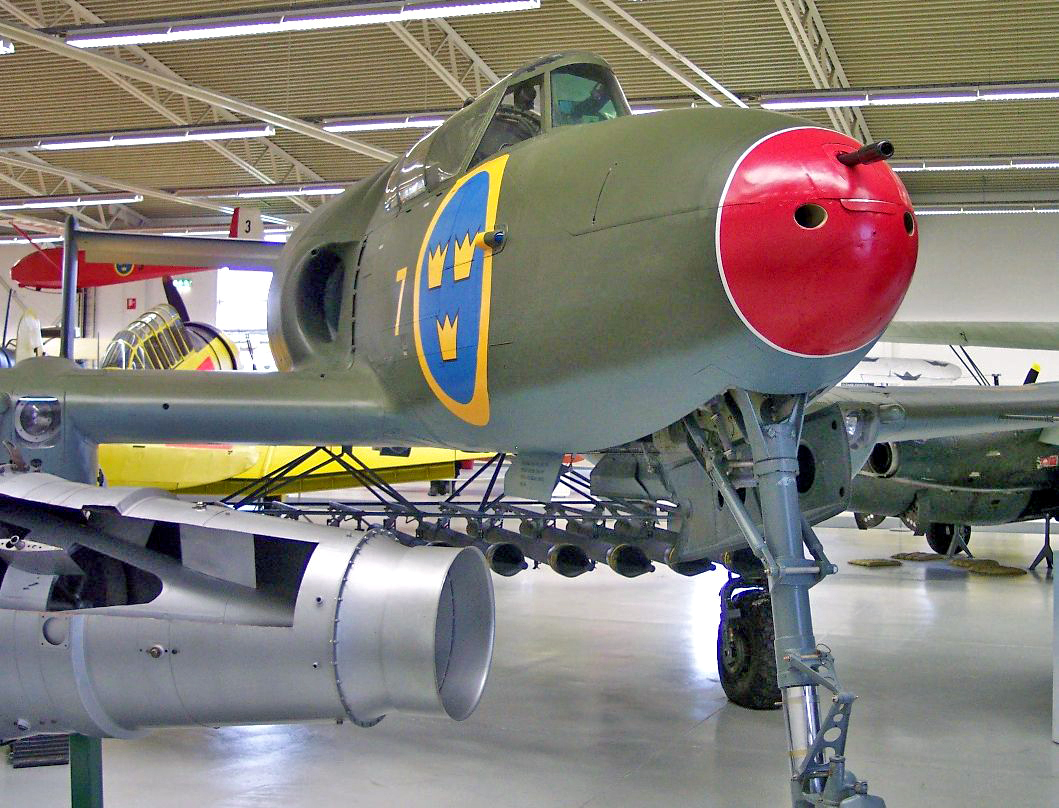
Saab 21R a linköpingi múzeumban

Saab 21R vadászgép

A Saab 21R egy SAAB gyártmányú svéd kéttörzsű vadászrepülőgép és csatarepülőgép volt. A gépet a dugattyús motoros hajtású Saab 21 vadászrepülőgépből fejlesztették tovább a hajtóművet sugárhajtásra váltva. Az egyetlen vadászgép volt, melyet mind dugattyús motoros, mind sugárhajtású változatban hadrendbe állítottak. Vadászgépként a Svéd Légierő J 21R néven használta az 1950-es évekig.

## Tervezés és fejlesztés
A repülőgépet Frid Wänström tervezte de Havilland Goblin 3 gázturbinával, ez a gép volt Svédország első hazai tervezésű és gyártású sugárhajtású repülőgépe.
A hajtáson kívül igen kevés különbség volt az eredeti J 21 és a sugárhajtású változat között. A legfontosabb változás az volt, hogy a vízsszintes vezérsíkot a függőleges vezérsík tetejére helyezték át, hogy a hajtómű gázsugara elkerülje.
A Saab 21R prototípusa először 1947. március 10-én szállt fel. Az első gépet 1950 augusztusában állították hadrendbe. Bár a típust eredetileg vadászrepülőgépnek szánták, a Saab J 29 Tunnan, egy újonnan kifejlesztett svéd vadászrepülőgép már 1948 októberében repült, ezért az összes a korábban tervezett 120 darabos sorozatot felére csökkentették, és az összes 21R-et 21RA vagy 21RB jelű csatarepülőgéppé alakították át, attól függően, hogy milyen hajtóművel repült. A gépeket csak a Svéd Légierő használta.

## Változatok
J 21RA / A 21RA
Az első gyártott sorozat, angol gyártmányú hajtóművel szerelve. 34 darab készült 1950-ben (beleértve a 4 prototípust is) 1953-ban szerelték le.
J 21RB / A 21RB
A második sorozat Svédországban gyártott hajtóművel. 30 darab készült 1950 és 1952 között, 1956-ban szerelték le.

## Adatok (Saab 21RA)
Személyzet: 1 fő
Hossz: 10,45 m
Fesztáv: 11,37 m
Magasság: 2,90 m
Szárnyfelület: 22,11 m²
Tömeg üresen: 3200 kg
Legnagyobb felszálló tömeg: 5000 kg
Hajtómű:  De Havilland Goblin 2
Hajtómű rendszere: gázturbinás sugárhajtómű
Hajtóművek száma: 1
Tolóerő: 13.8 kN
Legnagyobb sebesség: 800 km/h
Hatótáv: 720 km
Magasság: 12,000 m
Emelkedési sebesség: 15,9 m/s
Nekifutási hossz: 650 m
Fegyverzet
- 1x 20 mm Bofors gépágyú
- 4x 13,2 mm M/39A nehézgéppuska
- Konténer további 8x 13,2 mm M/39A nehézgéppuskával
- Szárnyfelfüggesztési pontok vagy 10x 100 mm or 5x 180 mm Bofors rakéták, vagy 10x 80 mm harckocsi-elhárító rakéták számára.

## Külső hivatkozások
- A SAAB 21 története